# Sainte-Croix-Hague
Sainte-Croix-Hague är en kommun i departementet Manche i regionen Normandie i norra Frankrike. Kommunen ligger i kantonen Beaumont-Hague som tillhör arrondissementet Cherbourg. År 2018 hade Sainte-Croix-Hague 779 invånare.

## Befolkningsutveckling
Antalet invånare i kommunen Sainte-Croix-Hague
| Referens: INSEE |